# 西部机场博物馆
西部机场博物馆位于中华人民共和国陕西省咸阳市西安咸阳国际机场T5航站楼内，占地面积6400平方米，是全球首个设置在机场内的在地文物展示博物馆。博物馆展出有120件/组文物，均从自西安咸阳国际机场历次建设过程中的考古发掘出土。

## 建设背景
西安咸阳国际机场原称西安咸阳机场，是由董世贤于1937年春始建的军用机场，当时有长1200米、宽50米的土质跑道以及砖石停机坪和营房等设施:40。1950年至1985年9月20日间机场为中国人民解放军空军所用，1987年8月20日咸阳机场（4E）一期工程启动:40。当时即出土文物1万多件，其中包括一级文物370件，特级文物206件:41。二期工程于2000年8月至2003年9月间建设:346。2007年12月咸阳机场二期扩建工程开建，建设勘探时又发现古代文化遗迹672处。2023年7月咸阳机场三期开工，又发现古代文化遗迹6848处，其中包括各时期墓葬3500余座，出土2.2万余件/组文物。

## 建设和设计
2021年2月，咸阳机场三期建设工程发现3500余座古墓葬的消息登上热搜，当时即有网友呼吁建博物馆，其中超10万条留言建议“就地建馆”。陕西省文物局与西部机场集团采纳网友建议，于咸阳国际机场T5航站楼核心区建设西部机场博物馆。西部机场博物馆项目设计于2021年11月启动，并于2023年5月开始建设，至2024年12月建成。2025年2月20日，西安咸阳国际机场T5航站楼投用。同月26日西部机场博物馆开馆。西安咸阳国际机场以人文机场为设计的核心命题和根本目标，设计亦着重于城市文脉方面，西部机场博物馆坐落在航站楼的中部高台上，最高处挑高为20.5米，博物馆建筑呈中轴对称，其中轴线上布置主体建筑以强调重要性，两翼分布附属建筑。主体建筑采用仿古建筑庑殿顶做法，从属建筑采用歇山攒尖、悬山二法设计。并按照古代“营造法式”搭建了仿古钢结构，同时以单纯的木色铝板为装饰材料概括唐风意境。

## 陈列展览

### 基本陈列
博物馆设有基本陈列展览、专题陈列展览、临时陈列展览三个展览单元和一个文创旗舰店，其中基本陈列为“长安·常安——西安咸阳国际机场出土文物与古代长安”，该展览于四方馆展出。基本陈列分为“洪渎千载事”“丝路贯通途”“长安尽繁华”三个单元，以展示在400平方米的面积内120件/组文物为载体，展现丝绸之路的贸易场景和唐代长安盛世。“洪渎千载事”展出战国、秦至金代的文物，展现洪渎原的独特地位。“丝路贯通途”单元以丝绸之路的贸易和文化交流相关文物为主，呈现出多元文明的碰撞与融合。“长安尽繁华”单元聚焦隋唐时代“万国来朝”的盛景。三个板块的相关文物包括白瓷唾壶、彩绘陶仕女俑和彩绘陶骑马俑等。

### 其他陈列
88平方米的专题陈列展览或珍宝馆则于每期精选一件陕西省内的代表性文物展出，展出间距为每3—6个月。首轮获展示的文物为春秋时期青铜礼器秦公镈。临时陈列首展包括“花开茯现”非遗文化展和“只此长安·上新”文创展。